# Joueur français de l'année 2016
Navigation
Édition précédente Édition suivante
Le joueur français de l'année 2016 est une distinction attribuée par France Football qui récompense le meilleur footballeur français au cours de l'année civile 2016. Il s'agit de la 59e remise du trophée du meilleur joueur français depuis 1958.

## Palmarès
| #  | Nom                 | Club                               | Points |
| -- | ------------------- | ---------------------------------- | ------ |
| 1  | Antoine Griezmann   | Atlético Madrid                    | 179    |
| 2  | N'Golo Kanté        | Leicester City Chelsea             | 51     |
| 3  | Dimitri Payet       | West Ham                           | 45     |
| 4  | Paul Pogba          | Juventus Manchester United         | 44     |
| 5  | Hugo Lloris         | Tottenham Hotspur                  | 35     |
| 6  | Laurent Koscielny   | Arsenal                            | 26     |
| 7  | Raphaël Varane      | Real Madrid                        | 23     |
| 8  | Blaise Matuidi      | Paris Saint-Germain                | 18     |
| 9  | Karim Benzema       | Real Madrid                        | 14     |
| 10 | Adrien Rabiot       | Paris Saint-Germain                | 12     |
| 11 | Kevin Gameiro       | Séville FC Atlético Madrid         | 8      |
| 12 | Hatem Ben Arfa      | OGC Nice Paris Saint-Germain       | 7      |
| 12 | Valère Germain      | OGC Nice AS Monaco                 | 7      |
| 12 | Alexandre Lacazette | Olympique lyonnais                 | 7      |
| 15 | Kingsley Coman      | Bayern Munich                      | 4      |
| 15 | Ousmane Dembélé     | Stade rennais Borussia Dortmund    | 4      |
| 15 | Samuel Umtiti       | Olympique lyonnais FC Barcelone    | 4      |
| 18 | Layvin Kurzawa      | Paris Saint-Germain                | 3      |
| 19 | Moussa Sissoko      | Newcastle United Tottenham Hotspur | 2      |